# Albrecht Unsöld
Albrecht Otto Johannes Unsöld (Herbrechtingen, 20 aprile 1905 – 23 settembre 1995) è stato un astrofisico tedesco, conosciuto per i suoi contributi all'analisi spettroscopica dell'atmosfera stellare.
Dopo aver studiato fisica all'Università di Tubinga e all'Università Ludwig Maximilian di Monaco, ha conseguito il dottorato con Arnold Sommerfeld. Ha quindi lavorato per l'Osservatorio di Monte Wilson per diventare professore ordinario all'Università di Kiel nel 1932.
Unsöld ha condotto intense ricerche sugli effetti del campo elettrico, dell'effetto Doppler, delle radiazioni e delle collisioni nella formazioni delle linee spettrali nelle atmosfere stellari. Le ricerche condotte su Tau Scorpii, ottenuta nel 1939 presso gi osservatori di Yerkes e McDonald, hanno permesso di ottenere la prima analisi dettagliata di una stella che non fosse il sole, permettendo di determinare i parametri fisici e la composizione dell'atmosfera di una stella.

## Onorificenze
- 1956 – Bruce Medal
- 1957 – Gold Medal of the Royal Astronomical Society